# Художня галерея Нового Південного Уельсу

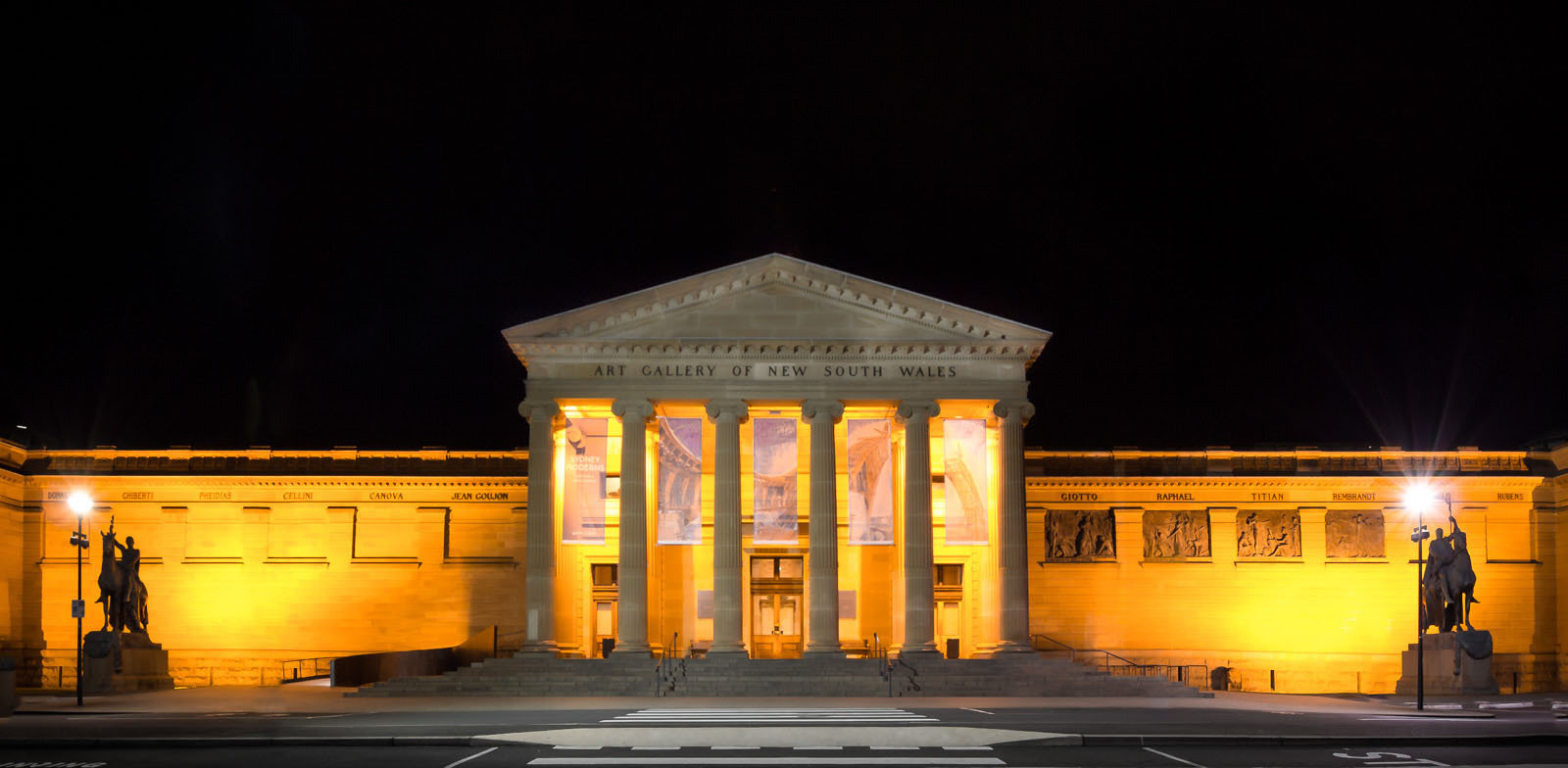
Галерея вночі

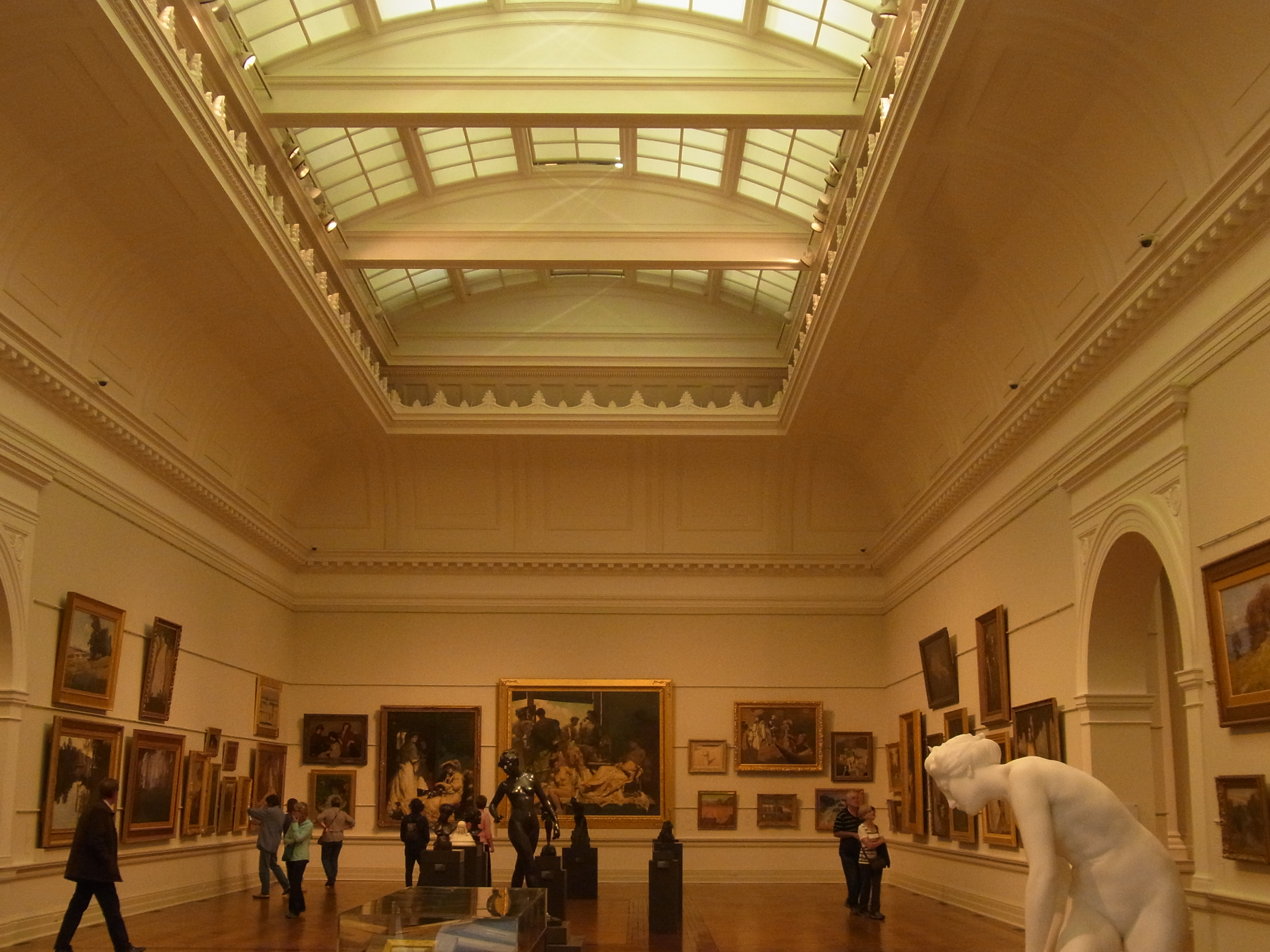
Центральна зала музею

Художня галерея Нового Південного Уельсу (англ. Art Gallery of New South Wales (AGNSW)) — картинна галерея, розташована у місті Сідней (штат Новий Південний Уельс, Австралія). Найбільша галерея Сіднея і четверта за величиною в Австралії. Вхід до галереї вільний.

## Колекція
Колекція поділяється на наступні розділи:
- Мистецтво аборигенів і жителів островів протоки Торреса (майже 1900 творів мистецтва).
- Азійське мистецтво (майже 4000 експонатів).
- Австралійське мистецтво (майже 18000 творів мистецтва).
- Сучасне мистецтво (майже 4000 експонатів).
- Тихоокеанське мистецтво (більше 700 предметів).
- Західне мистецтво (майже 7000 творів мистецтва).
- Мистецтво фотографії (більше 5000 фотографій).

### Азійське мистецтво
Початок колекції азійського мистецтва було покладено 1879 року, коли після проведення всесвітньої виставки у Сіднеї (першої всесвітньої виставки в Південній півкулі) уряд Японії подарував велику колекцію кераміки та бронзи. У наступний період азійська колекція значно розширилася і включає в себе твори мистецтва із країн Південної, Південно-Східної та Східної Азії.

### Австралійське мистецтво
Колекція датується початком 1800-х років, і включає у себе безліч знакових картин і скульптур австралійського мистецтва. 
- XIX століття представлено такими австралійськими художниками як Джон Гловер, Артур Стрітон, Євген фон Герар, Джон Пітер Рассел, Том Робертс, Девід Девіс, Чарльз Кондер, Емануель Філліпс Фокс, Фредерік Мак-Каббін, Сідні Лонг і Джордж Вашингтон Ламберт.
- XX століття представлено такими митцями як Артур Бойд, Руперт Банні, Ґрейс Коссінґтон Сміт, Герберт Гепберн Калверт, Вільям Добелл, Рассел Драйсдейл, Джеймс Ґлісон, Сідні Нолан, Джон Олсен, Маргарет Престон, Г'ю Рамсей, Ллойд Різ, Імант Тіллерс, Джон Вільямс Трістрам, Роланд Вейкелін, Бретт Вайтлі, Фред Вільямс і Блемір Янг.

44 роботи, що знаходяться у галереї, були включені у видання «100 шедеврів австралійської живопису» 1973 року.

### Західне мистецтво
Галерея має велику колекцію британського мистецтва вікторіанської епохи, у тому числі велику кількість робіт Фредеріка Лейтона і Едварда Джона Пойнтера. Значно менше робіт голландських, французьких та італійських художників 16-го, 17-го і 18-го століть, таких як Пітер Пауль Рубенс, Каналетто, Бронзіно, Доменіко Беккафумі і Нікколо дель Аббате. Ці роботи висять поряд із творами Ежена Делакруа, Джона Констебла, Форда Медокса Брауна, Вінсента ван Гога, Огюста Родена, Клода Моне, Поля Сезанна і Каміля Піссарро.
Британське мистецтво 20-го століття займає значне місце в колекції разом з роботами найбільших європейськими митців, таких, як П'єр Боннар, Жорж Брак, Пабло Пікассо, Ернст Людвіг Кірхнер, Альберто Джакометті і Джорджіо Моранді.

## Галерея вибраних експонатів

Художня галерея Нового Південного Уельсу
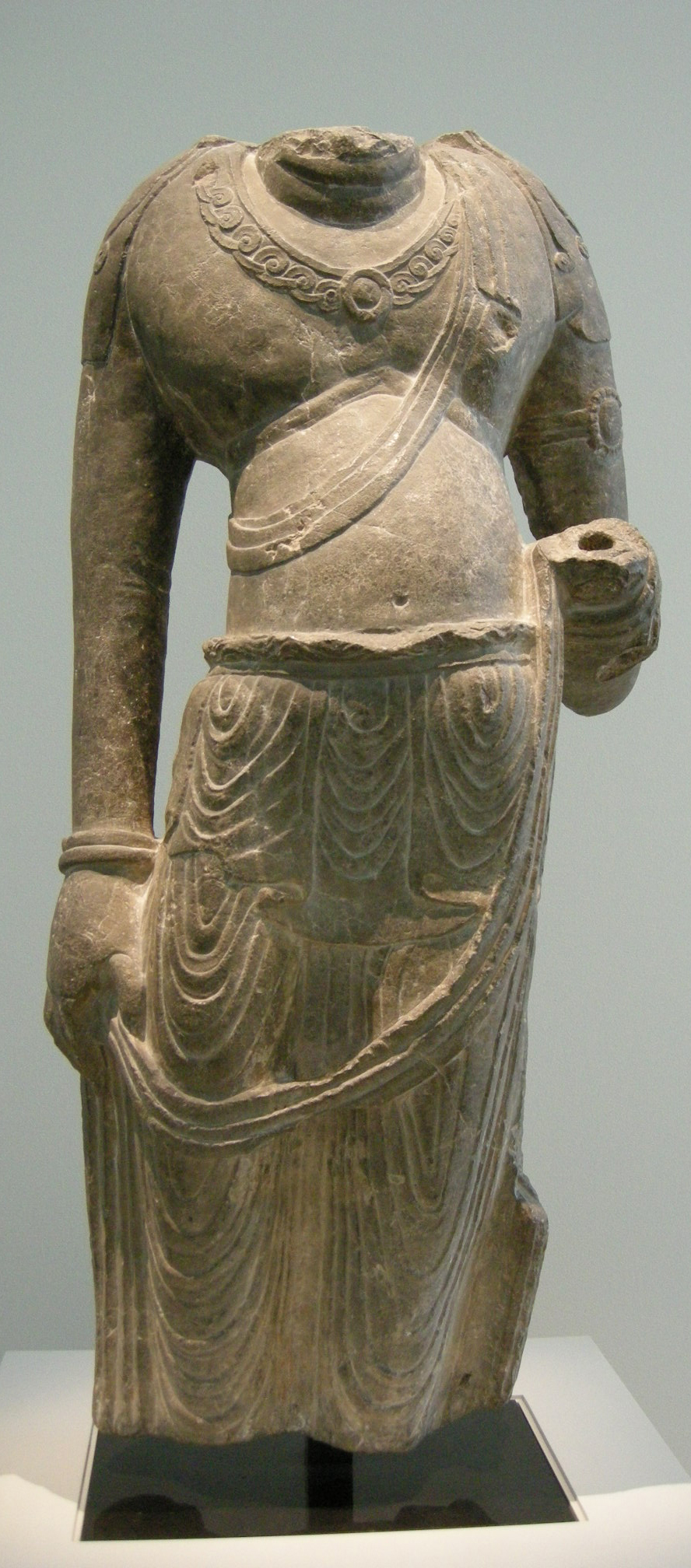
Бодгісаттва, 8 століття
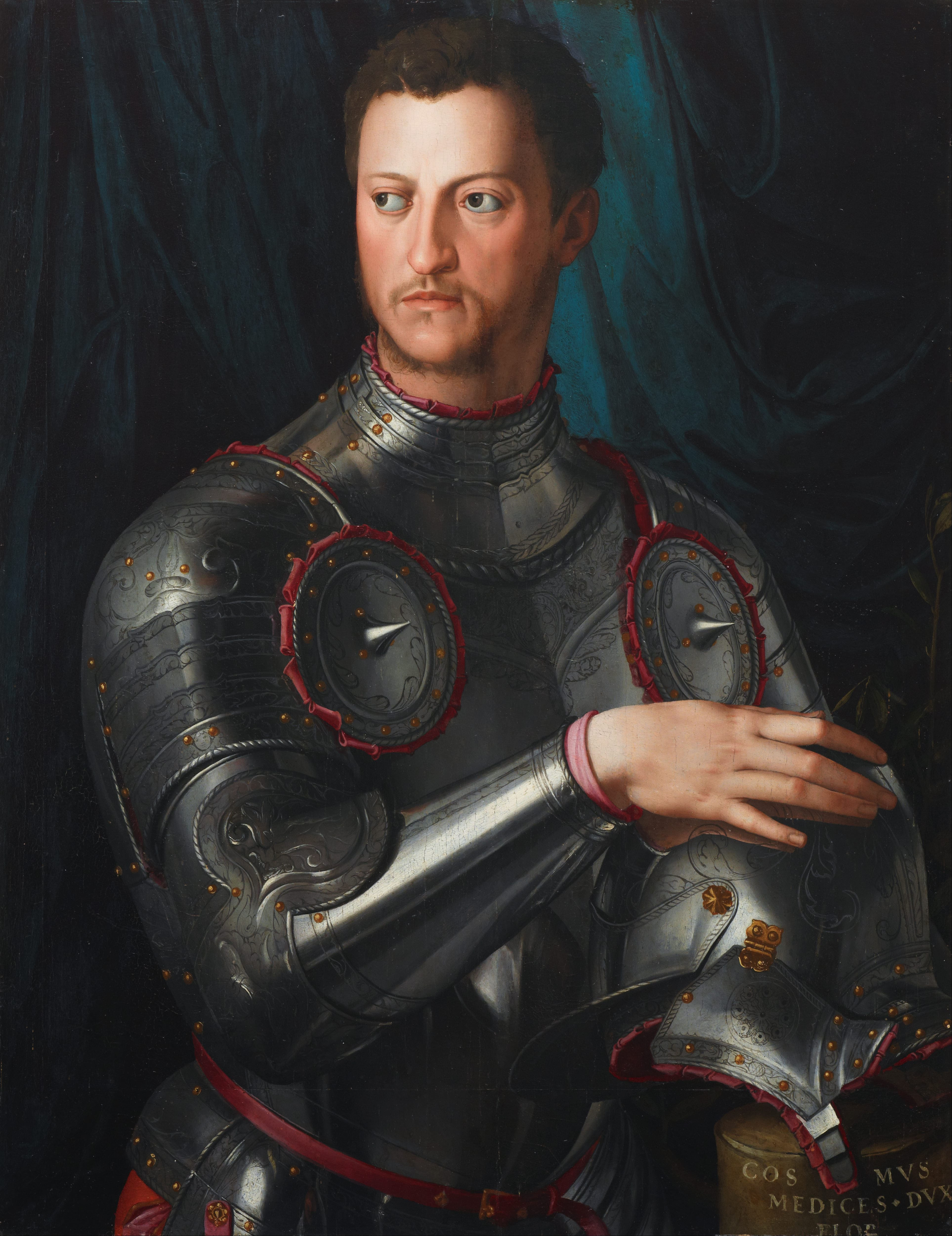
Бронзіно, «Козімо I Медічі в латах», 1545
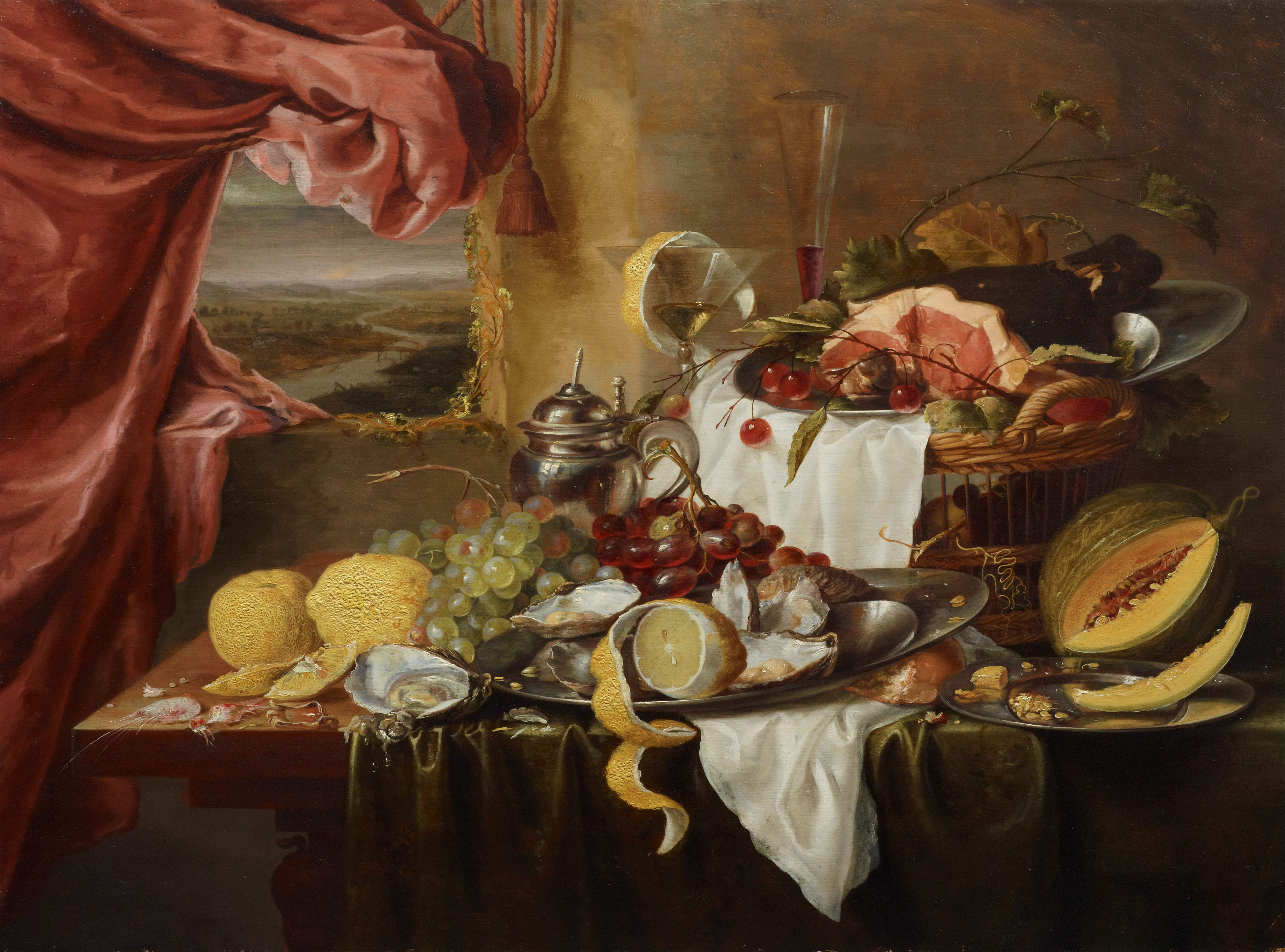
Лоран Крен, «Натюрморт з уявної точки зору», 1645
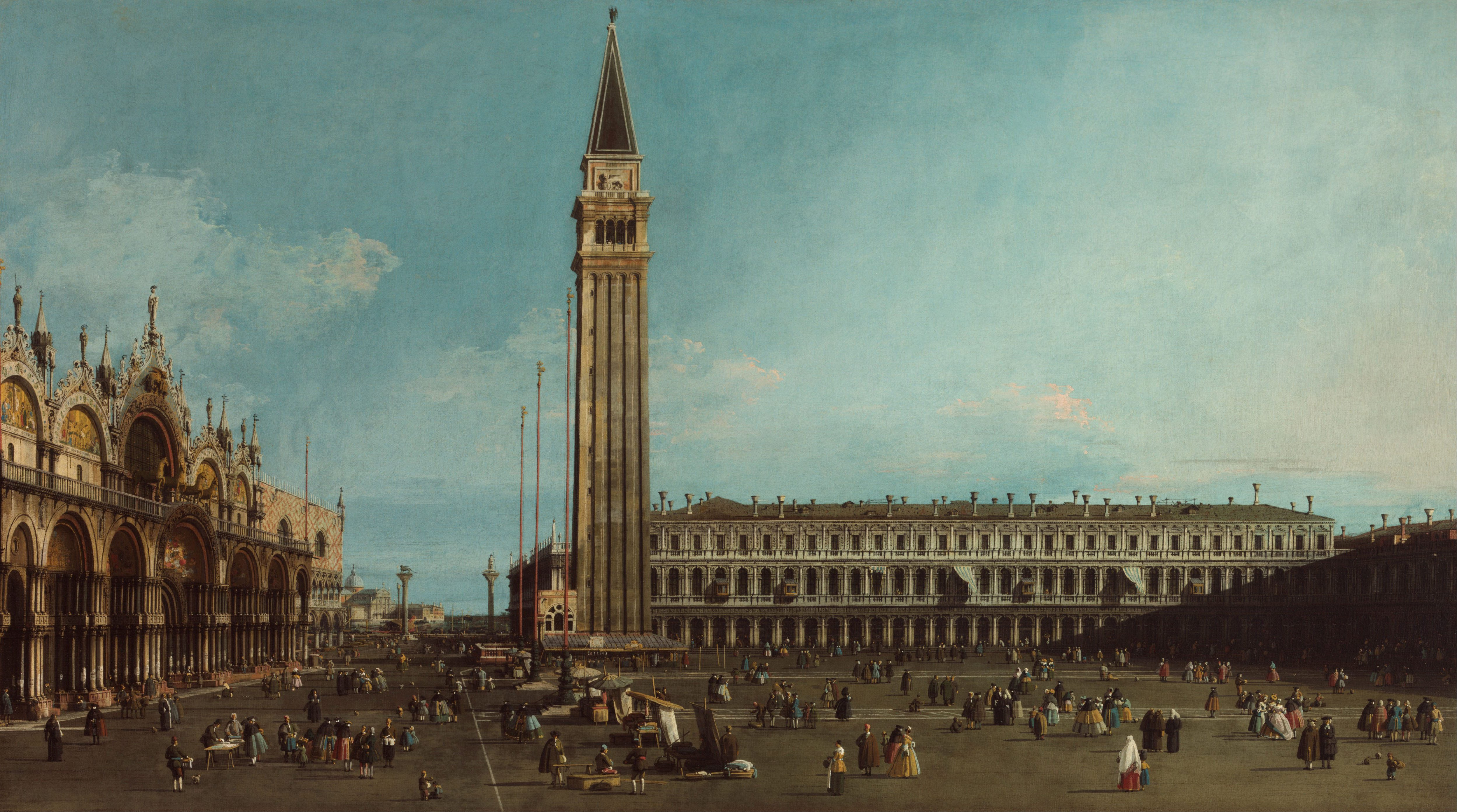
Каналетто, «Площа Сан-Марко, Венеція»,  1745
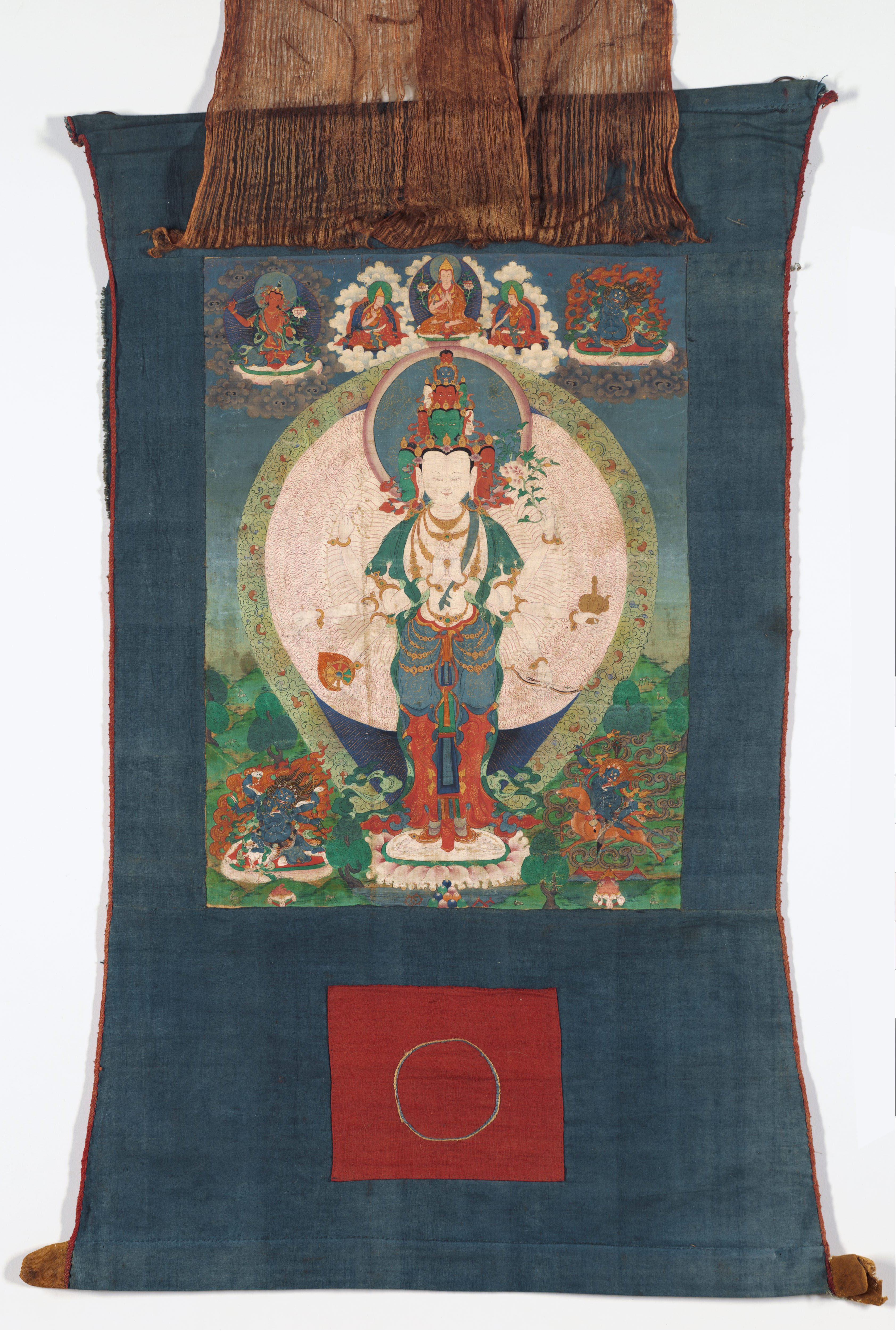
Авалокітешвара, 1800
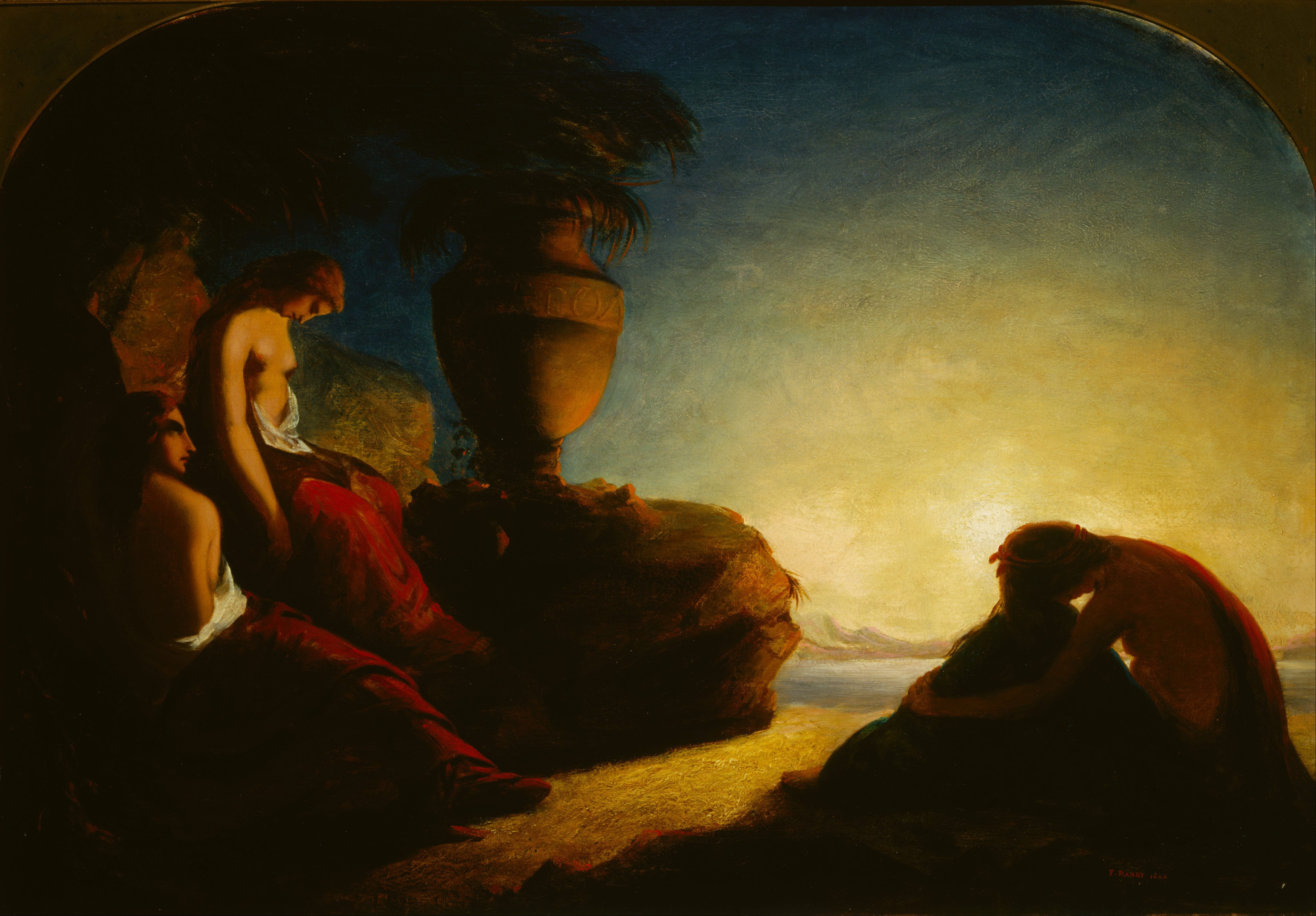
Френсіс Денбі, «Три сестри Фаетона, які плачуть над могилою брата», 1845
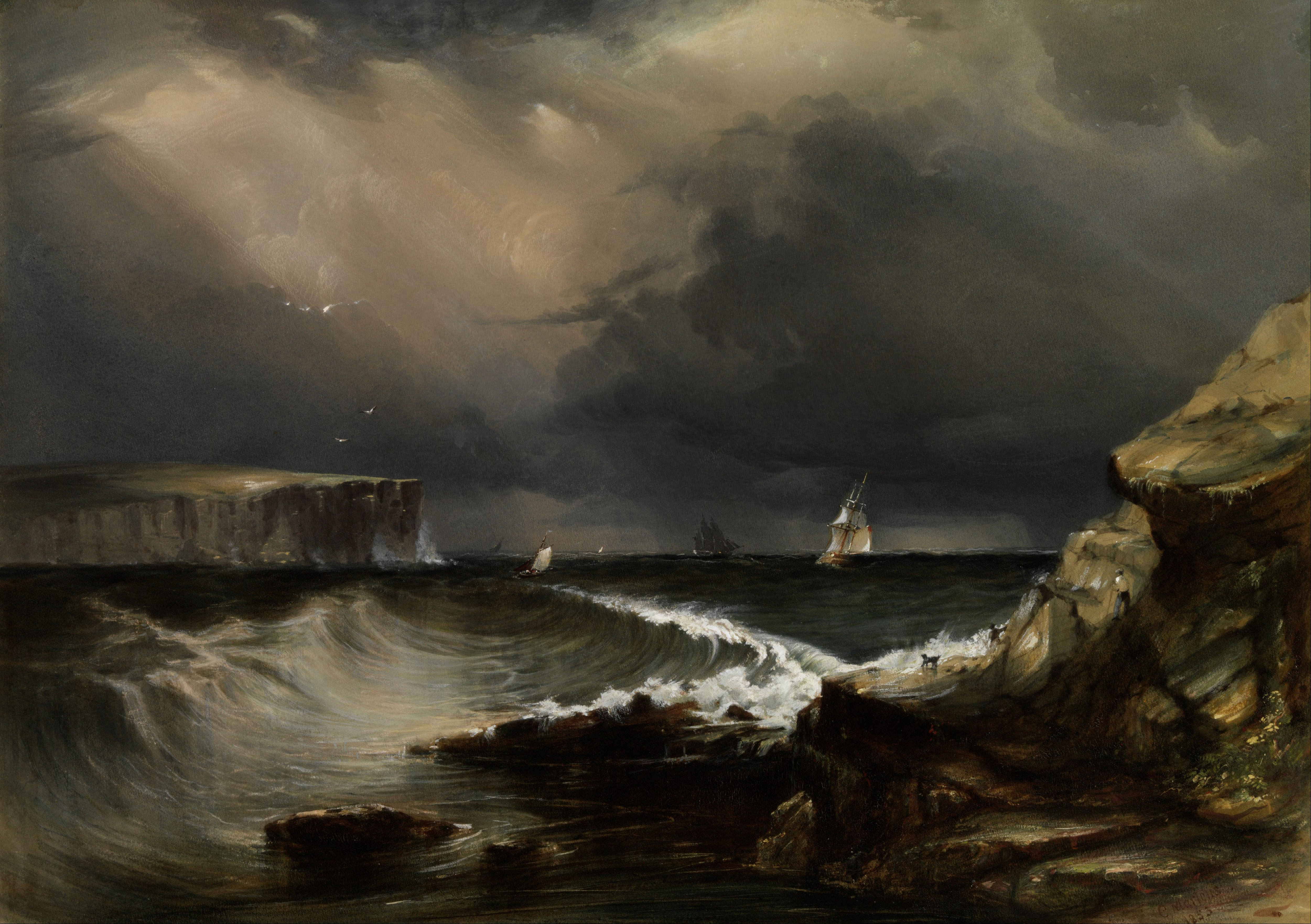
Конрад Мартенс,  «Вид на затоку Порт-Джексон», 1853
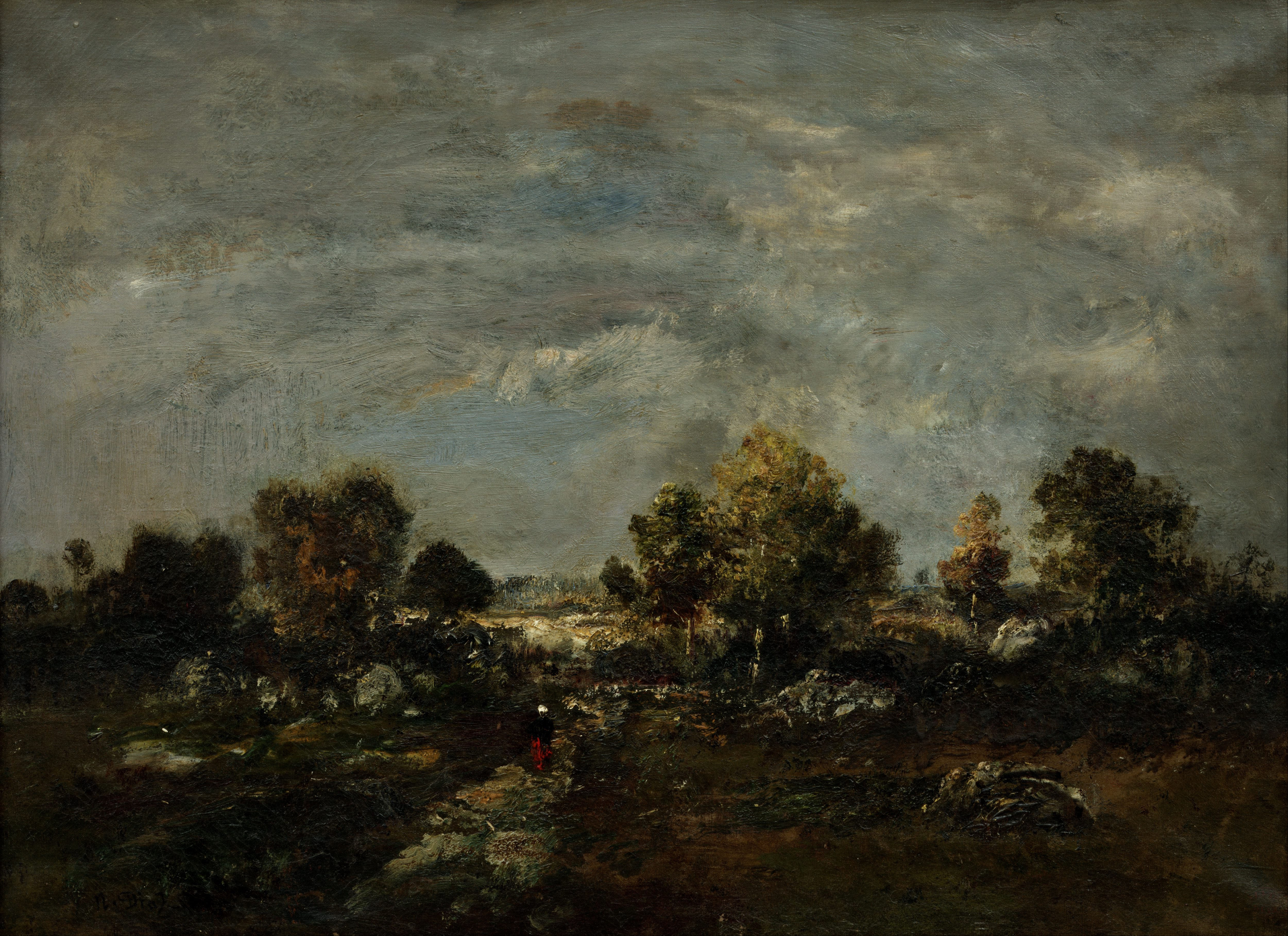
Невідомий художник, «Сцена у Фонтенбло», 1864
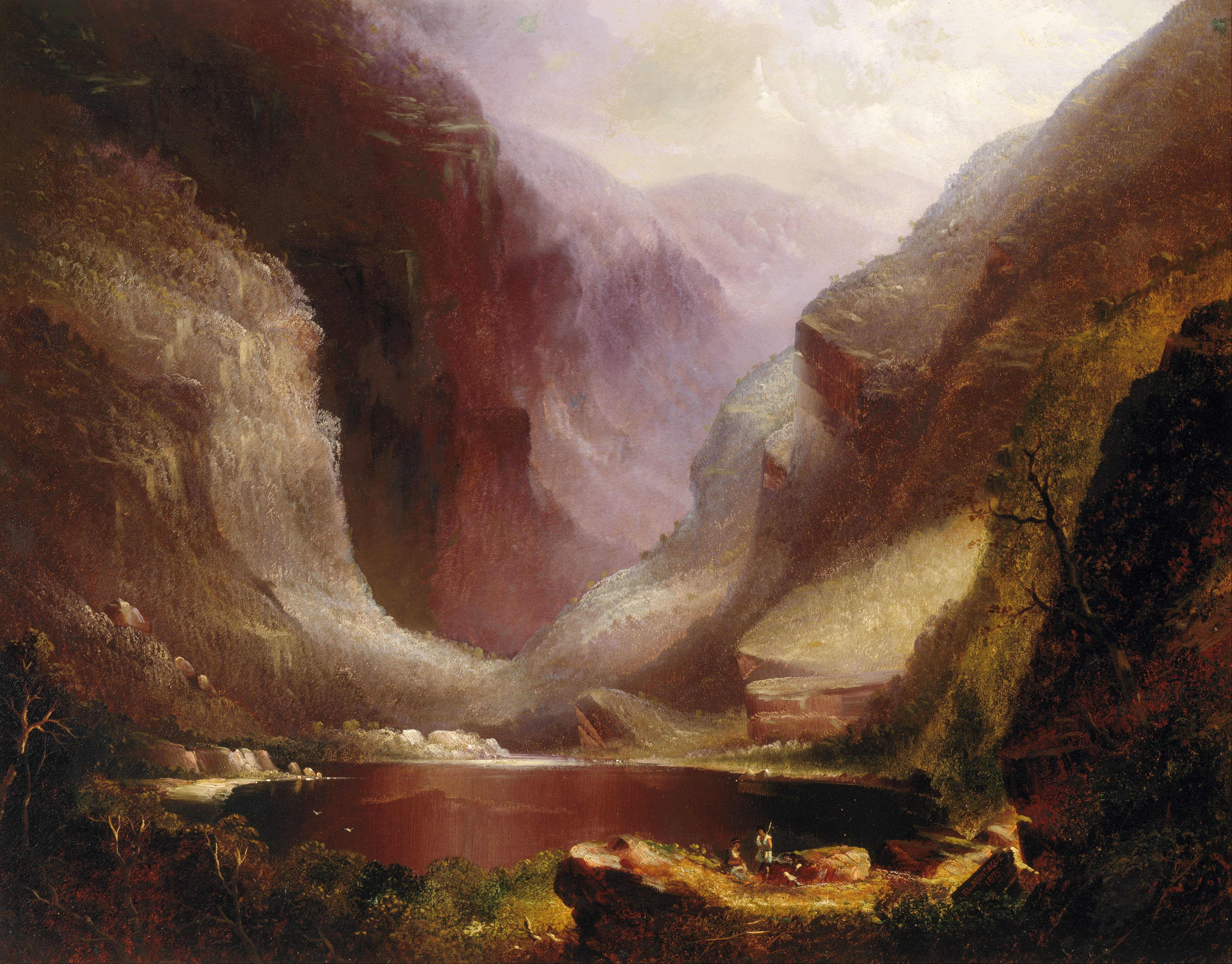
Ф.Монтегю, «Гора Варнинг, Новий Південний Уельс», 1875
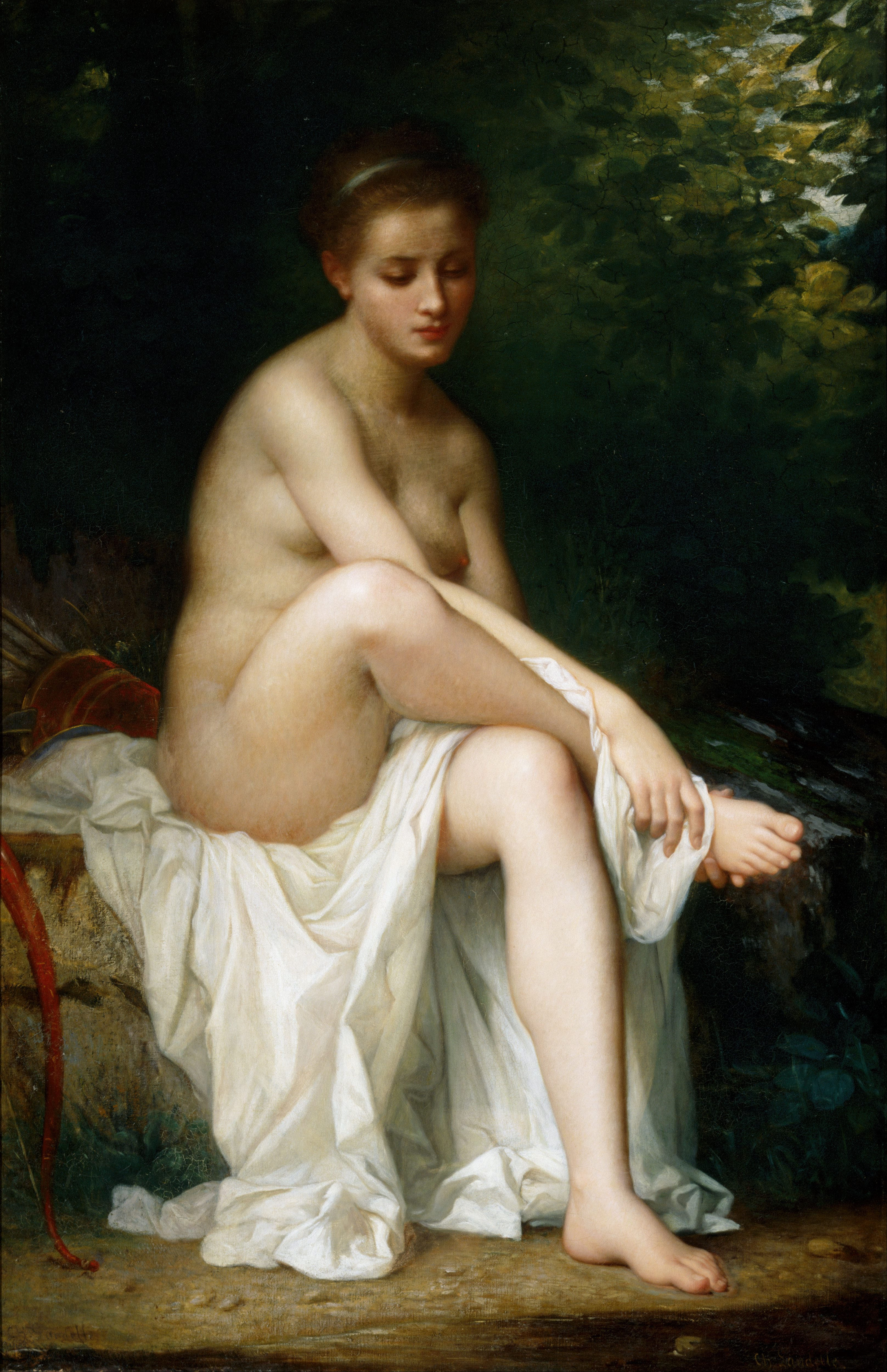
Чарльз Ланделл, «Ісмені», 1878
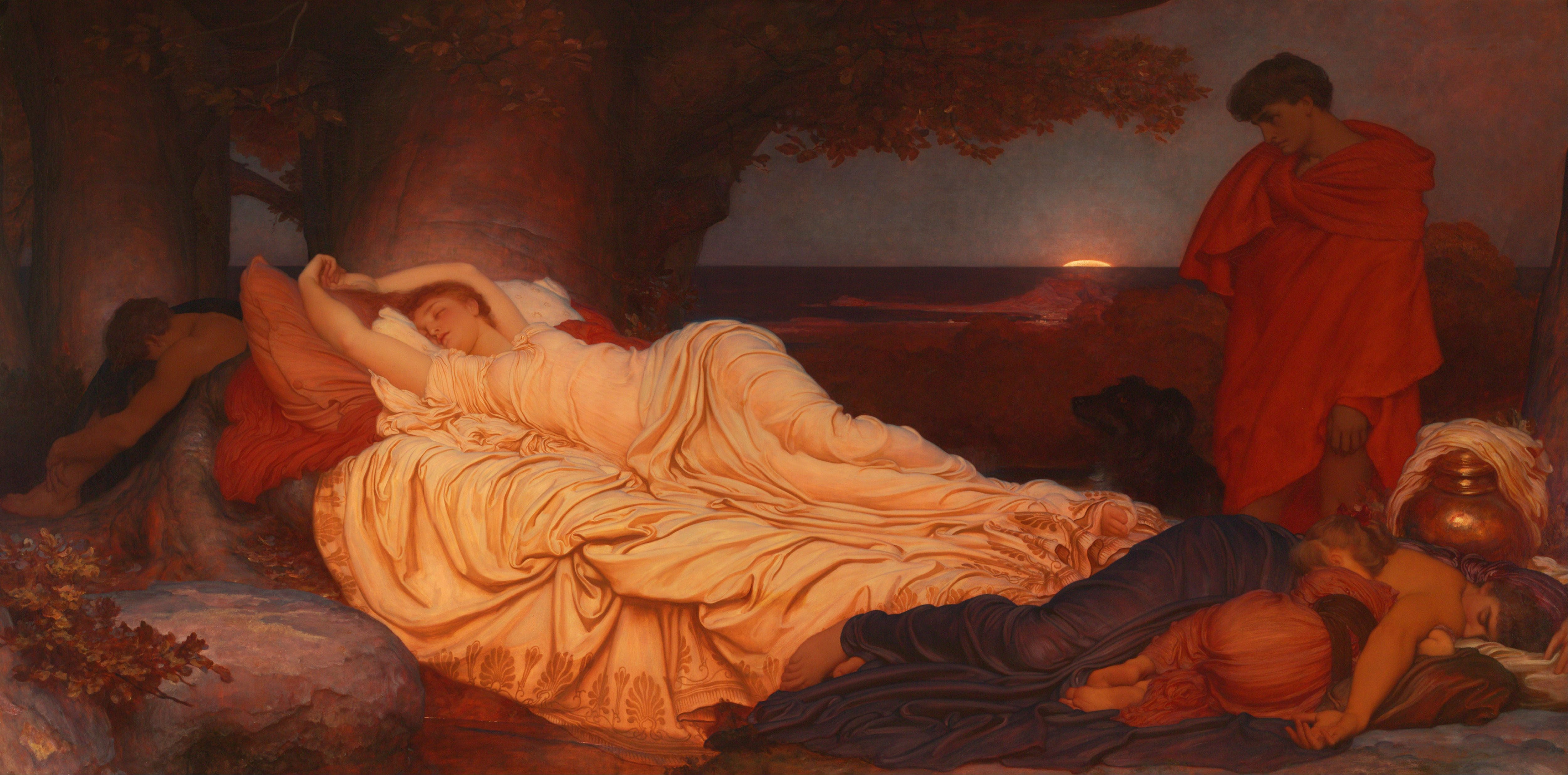
Фредерік Лейтон, «Сімон і Іфігенія», 1884
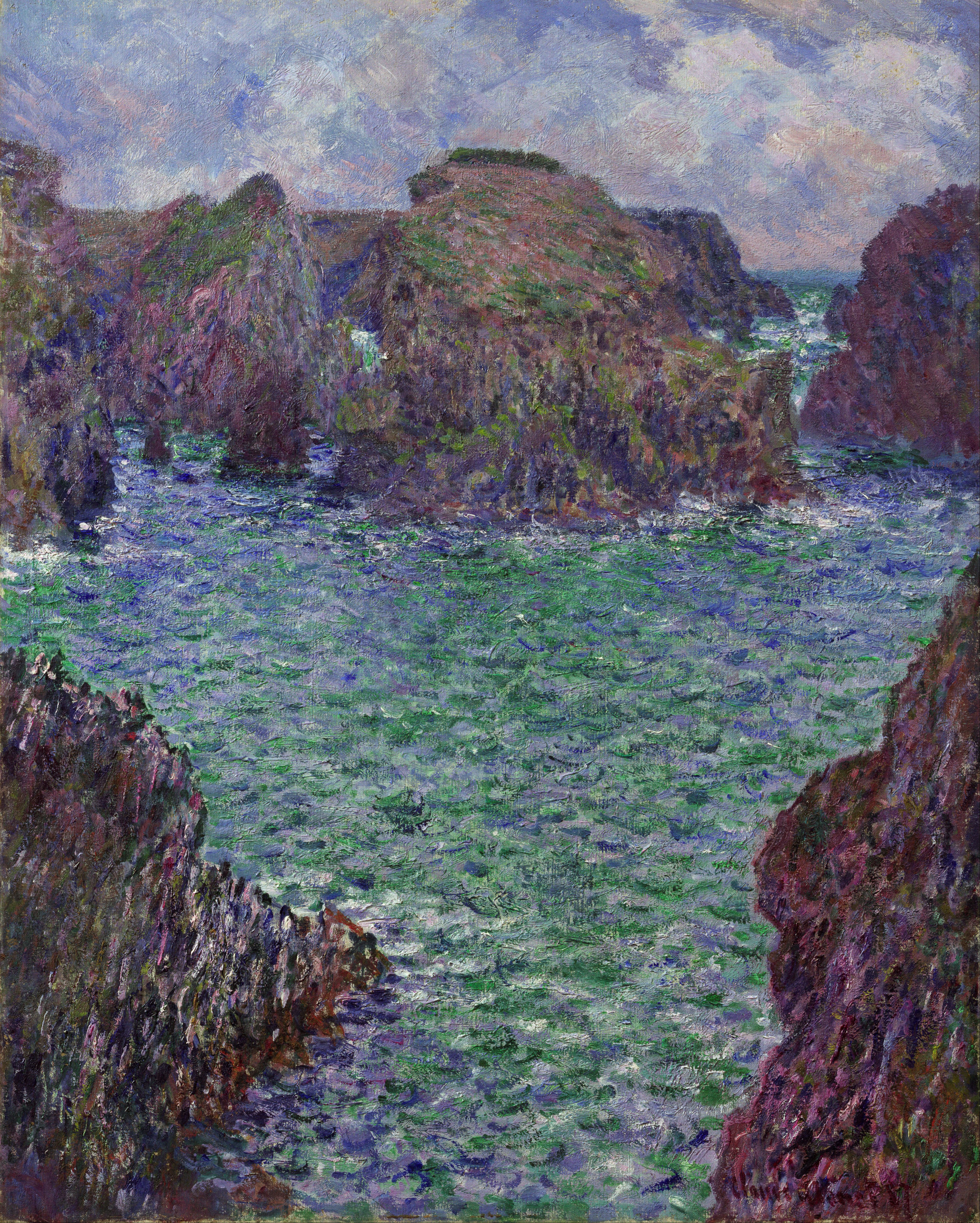
Клод Моне, «Порт-Гоулфар, Бель-Іль», 1887
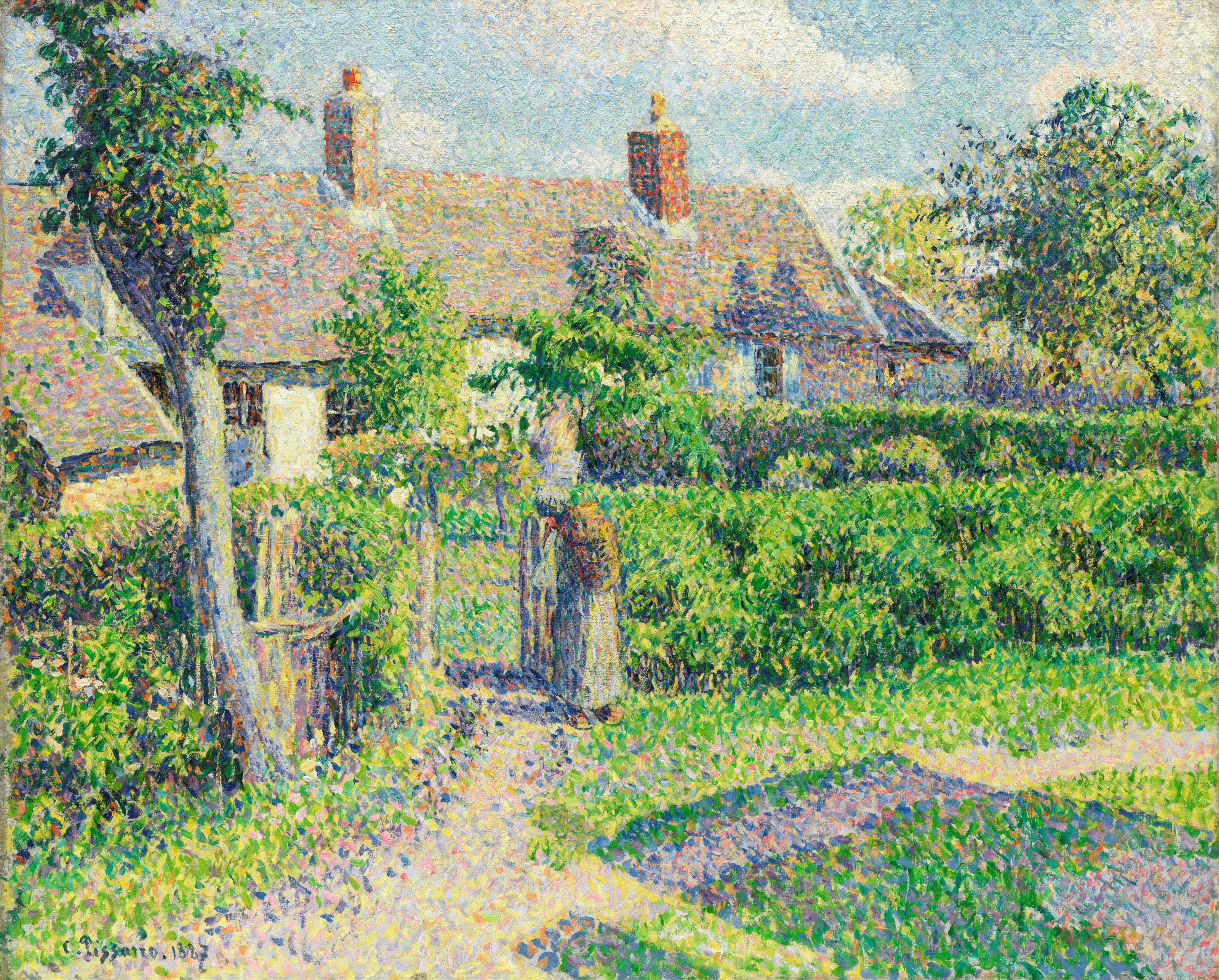
Каміль Піссарро, «Селянські будинки, Ераньї», 1887
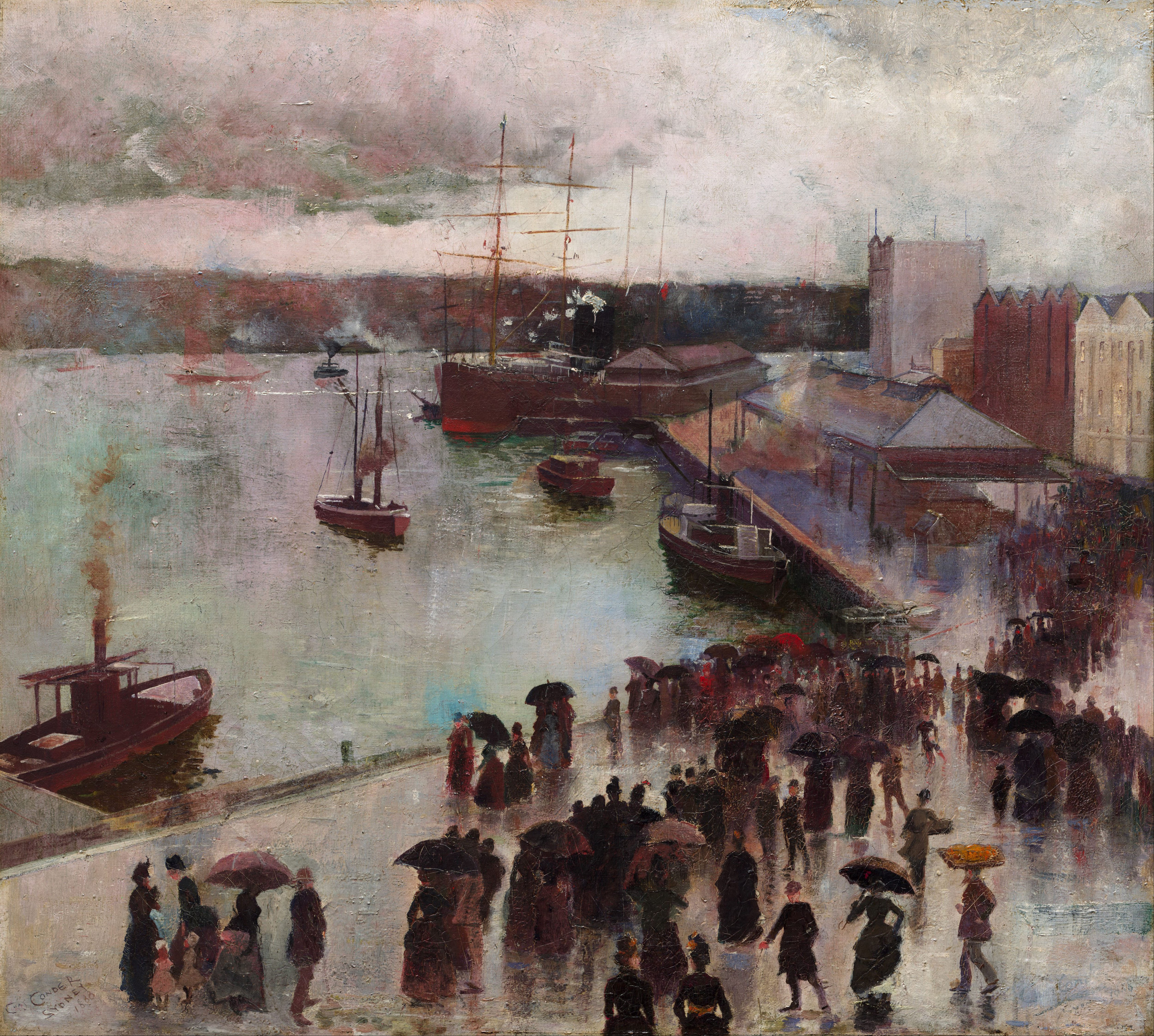
Чарльз Кондер, «Відплиття «Орієнта»», 1888
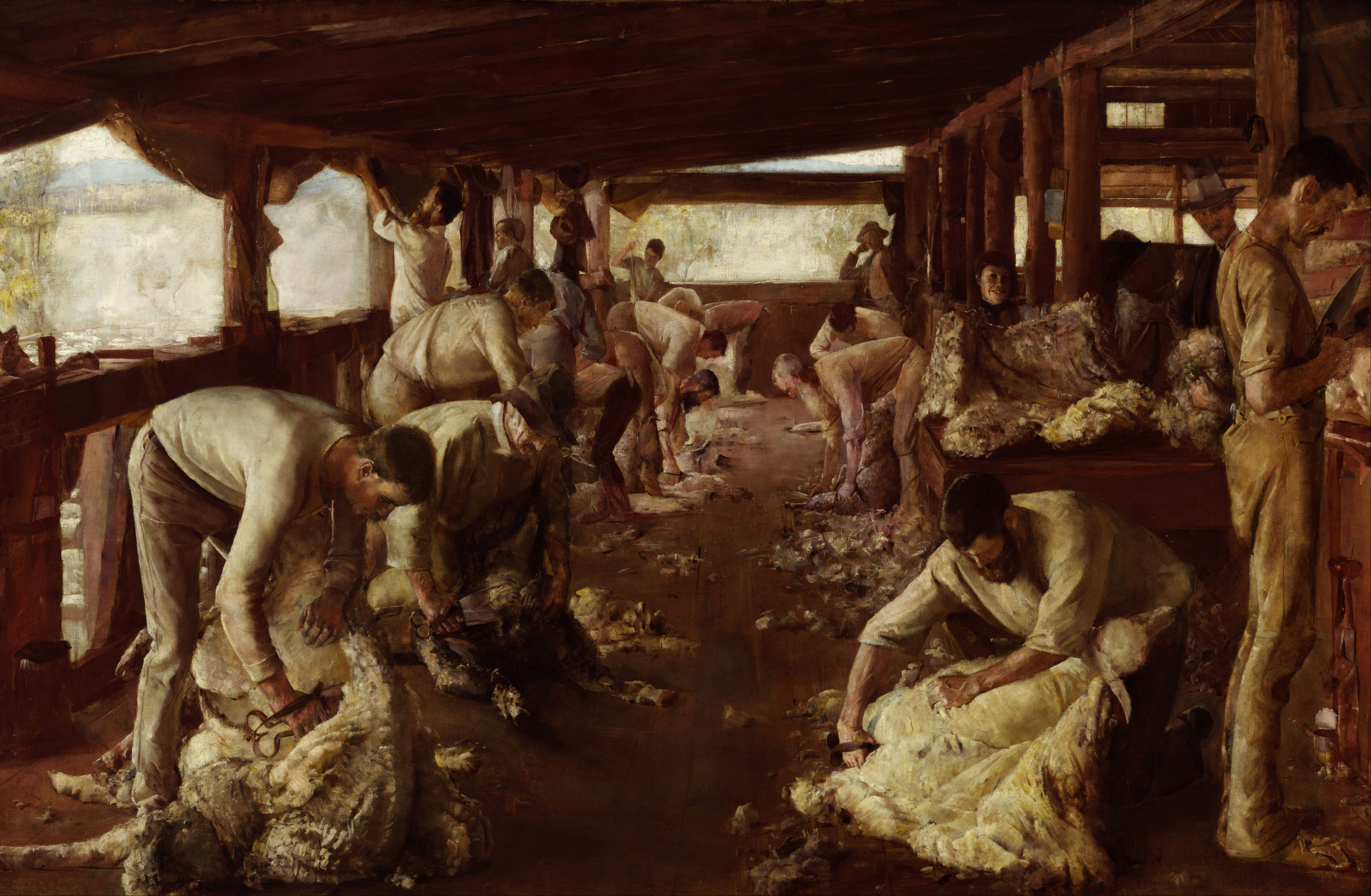
Том Робертс, «Золоте руно», 1894 (з колекції галереї)
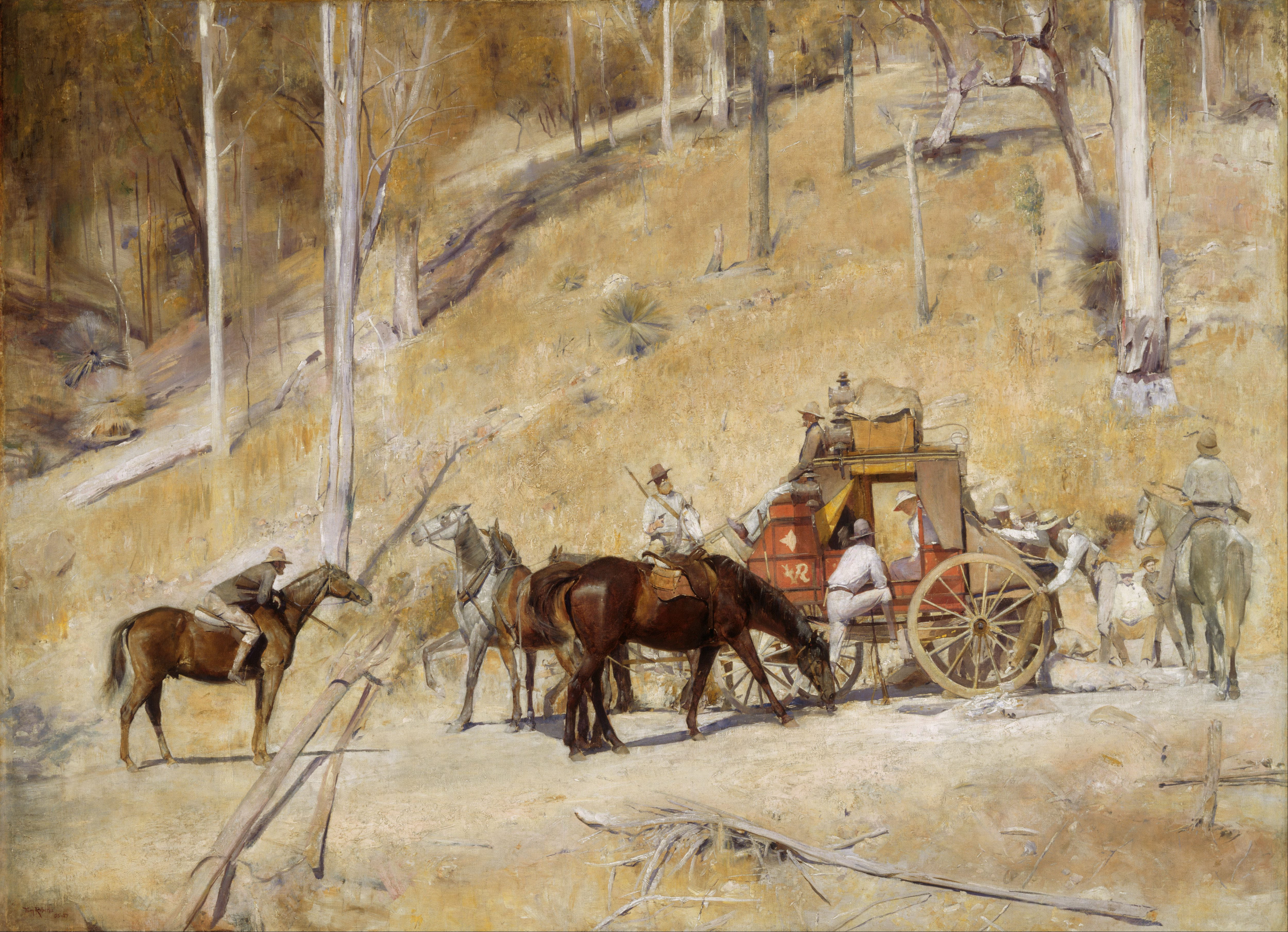
Том Робертс, «Пограбування», 1895 (з колекції галереї)
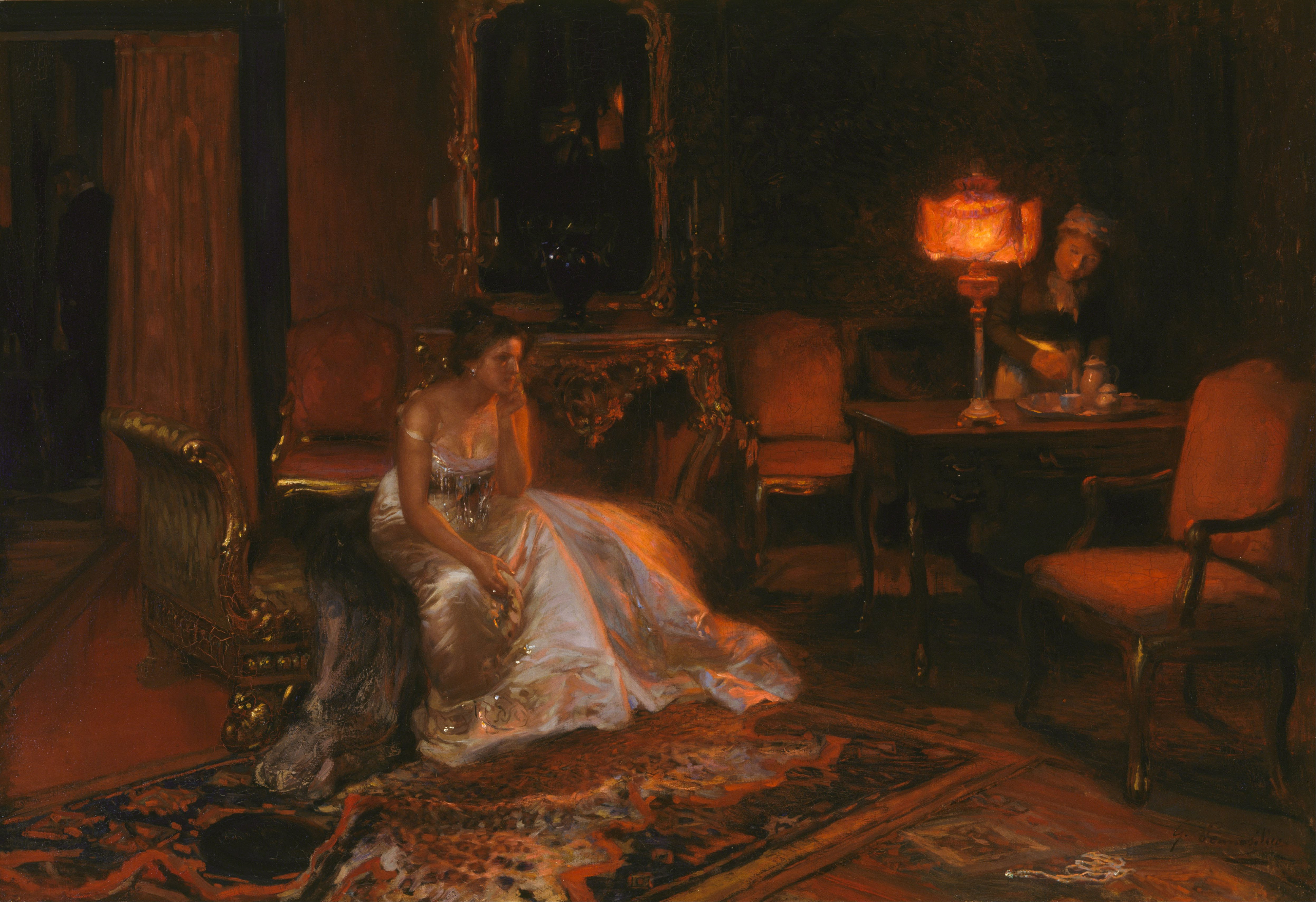
Джузеппе Пеннасіліко, «Кінець мрії», 1908
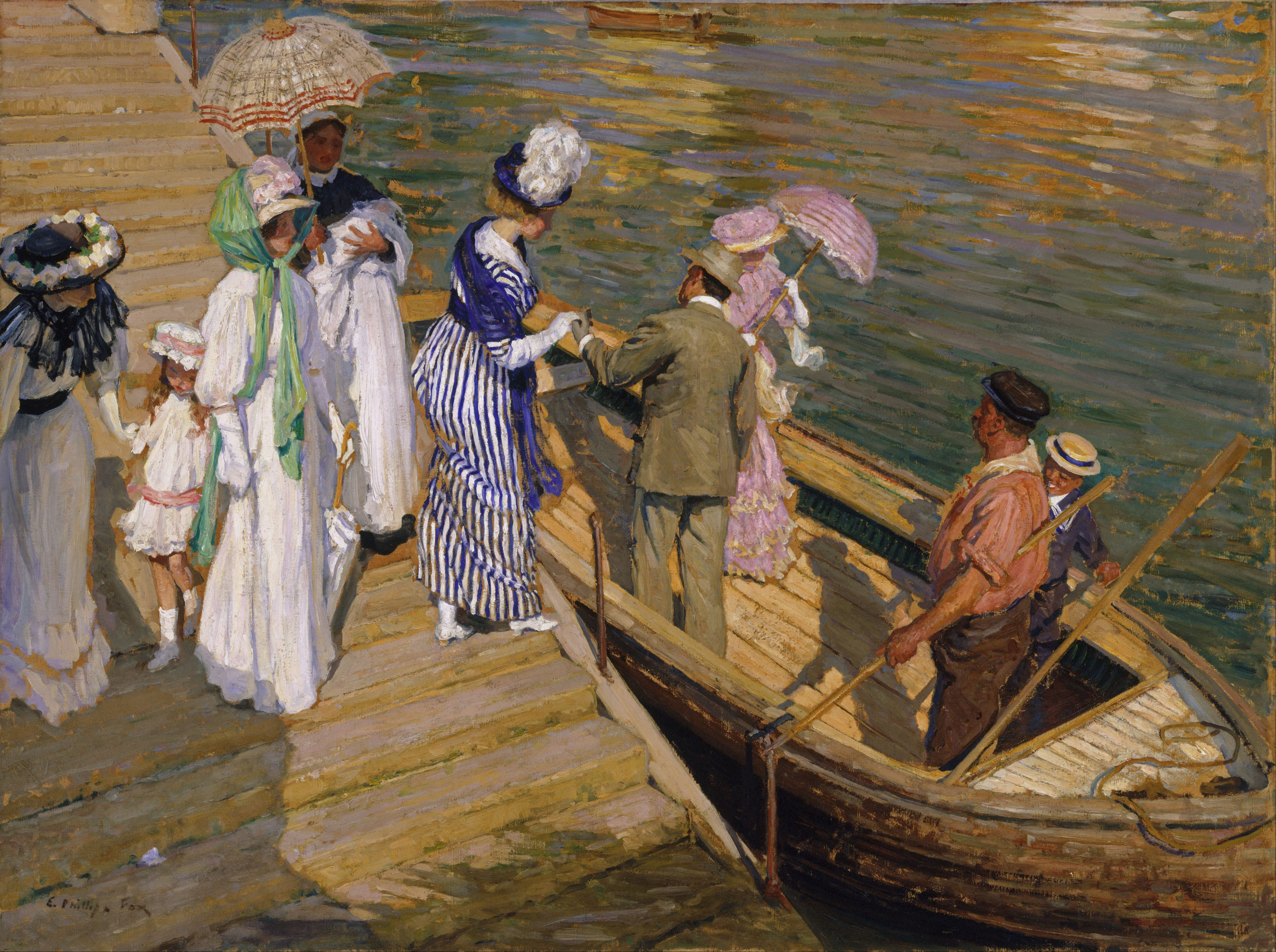
Емануель Філіпс Фокс, «Пором», 1910-1911
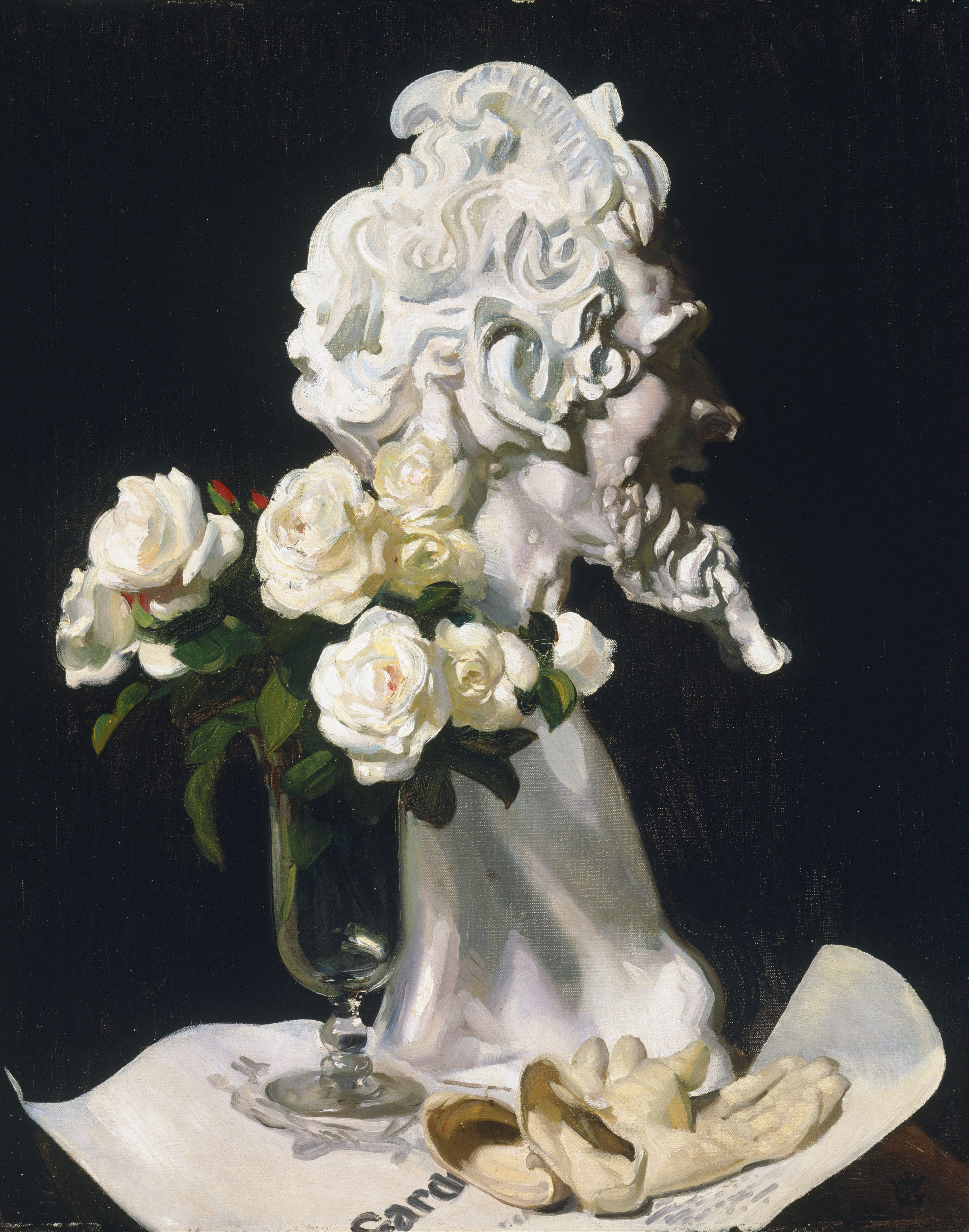
Джордж Вашингтон Ламберт, «Пан помер», 1911
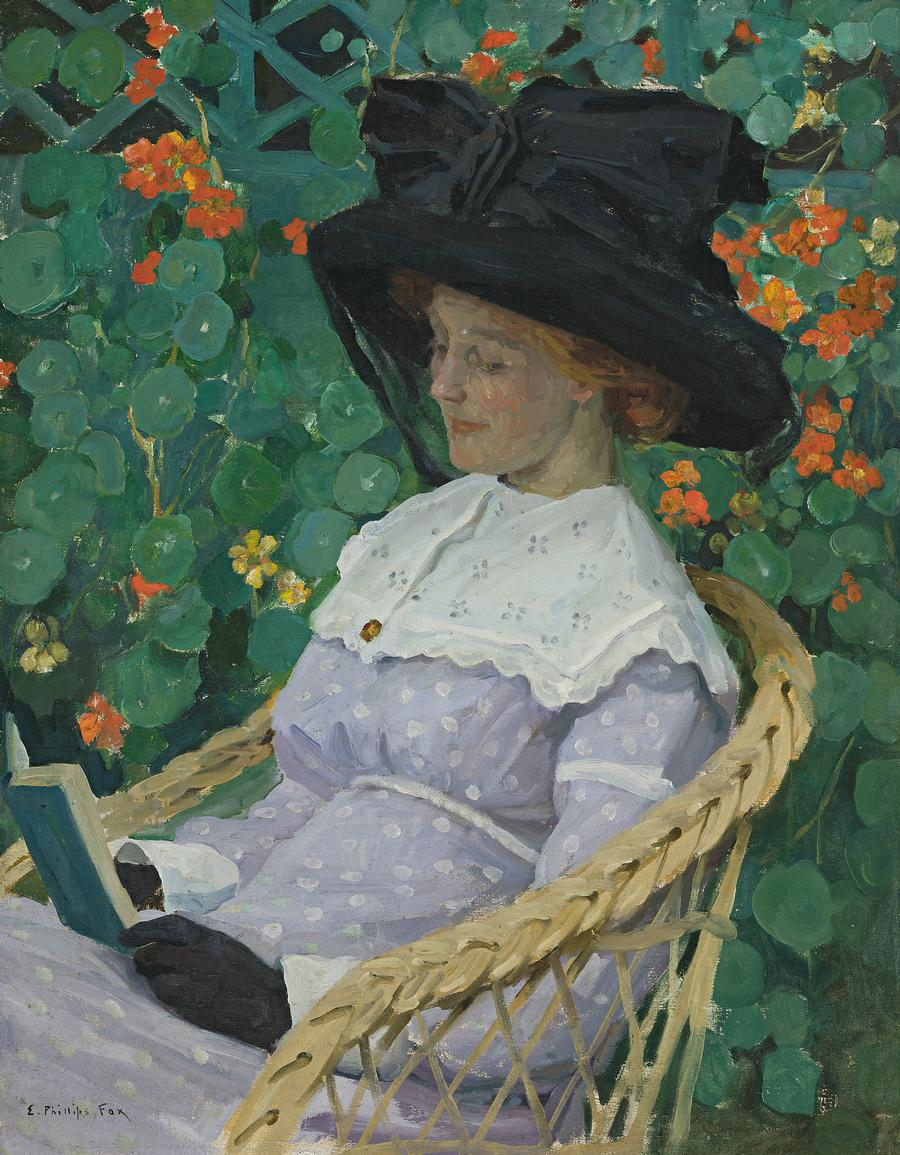
Емануель Філліпс Фокс, «Настурції», 1912
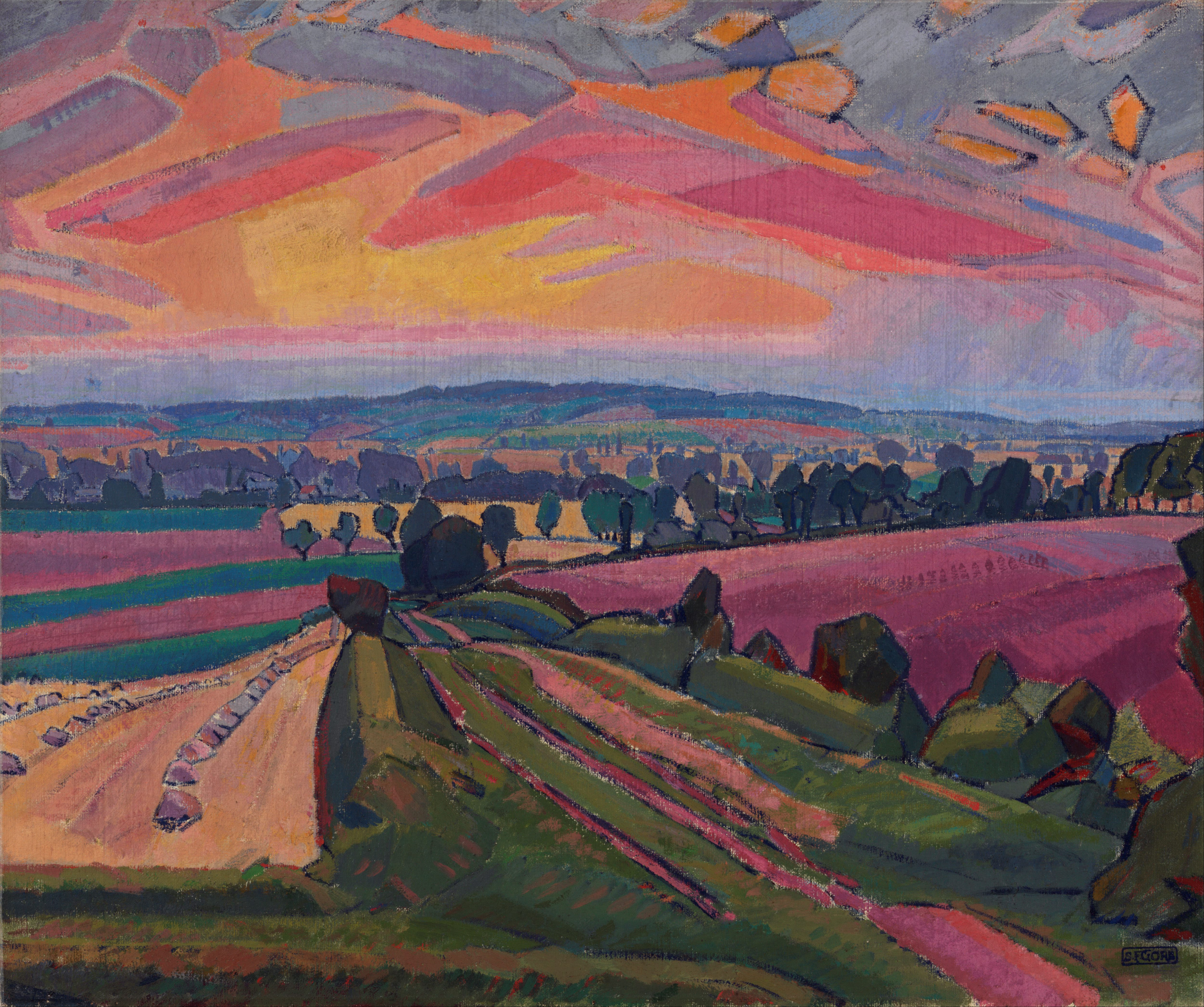
Спенсер Гор, «Шлях на Ікнілд», 1912
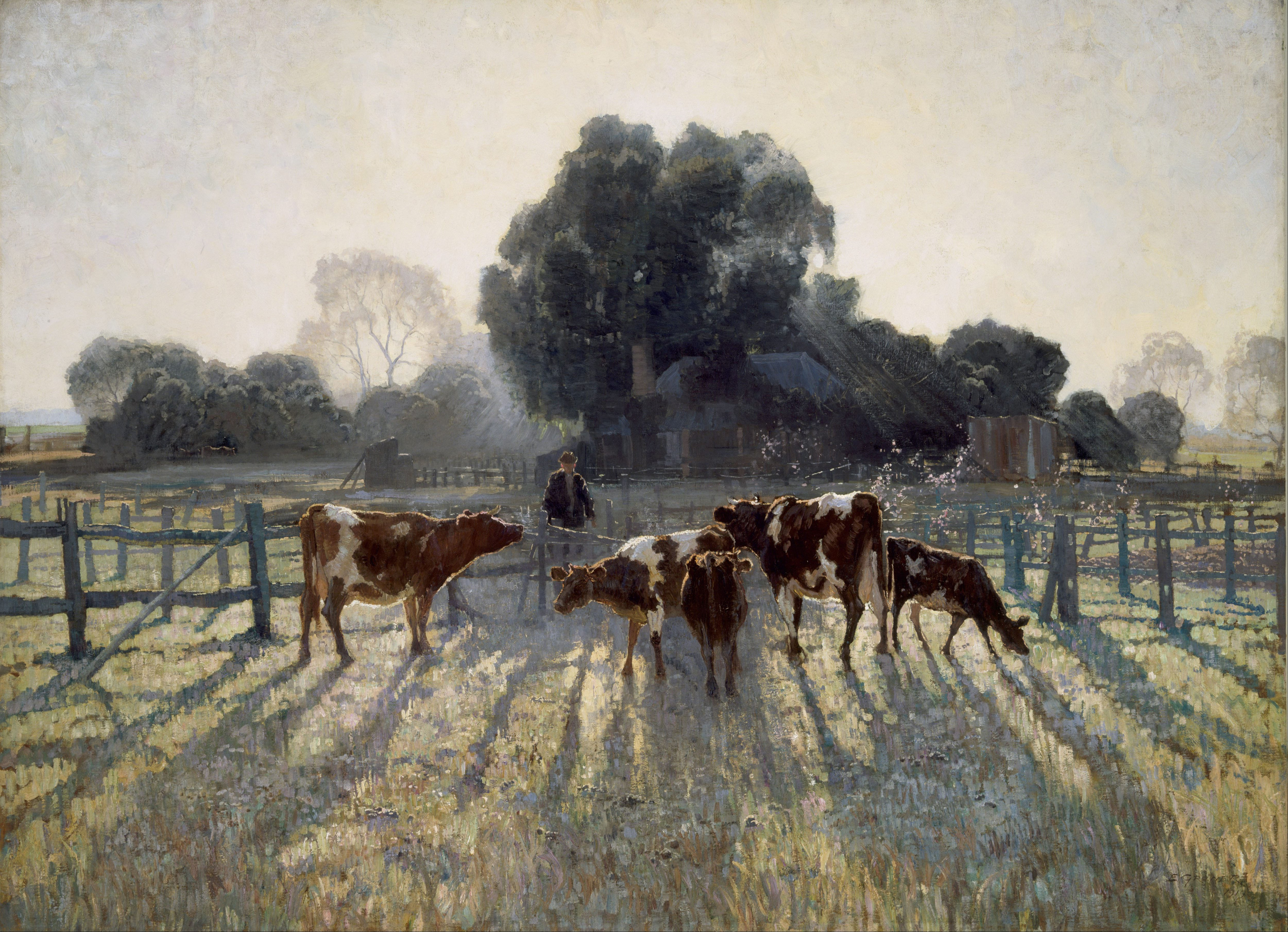
Еліот Грунер, «Весняні заморозки», 1919 (з колекції галереї)
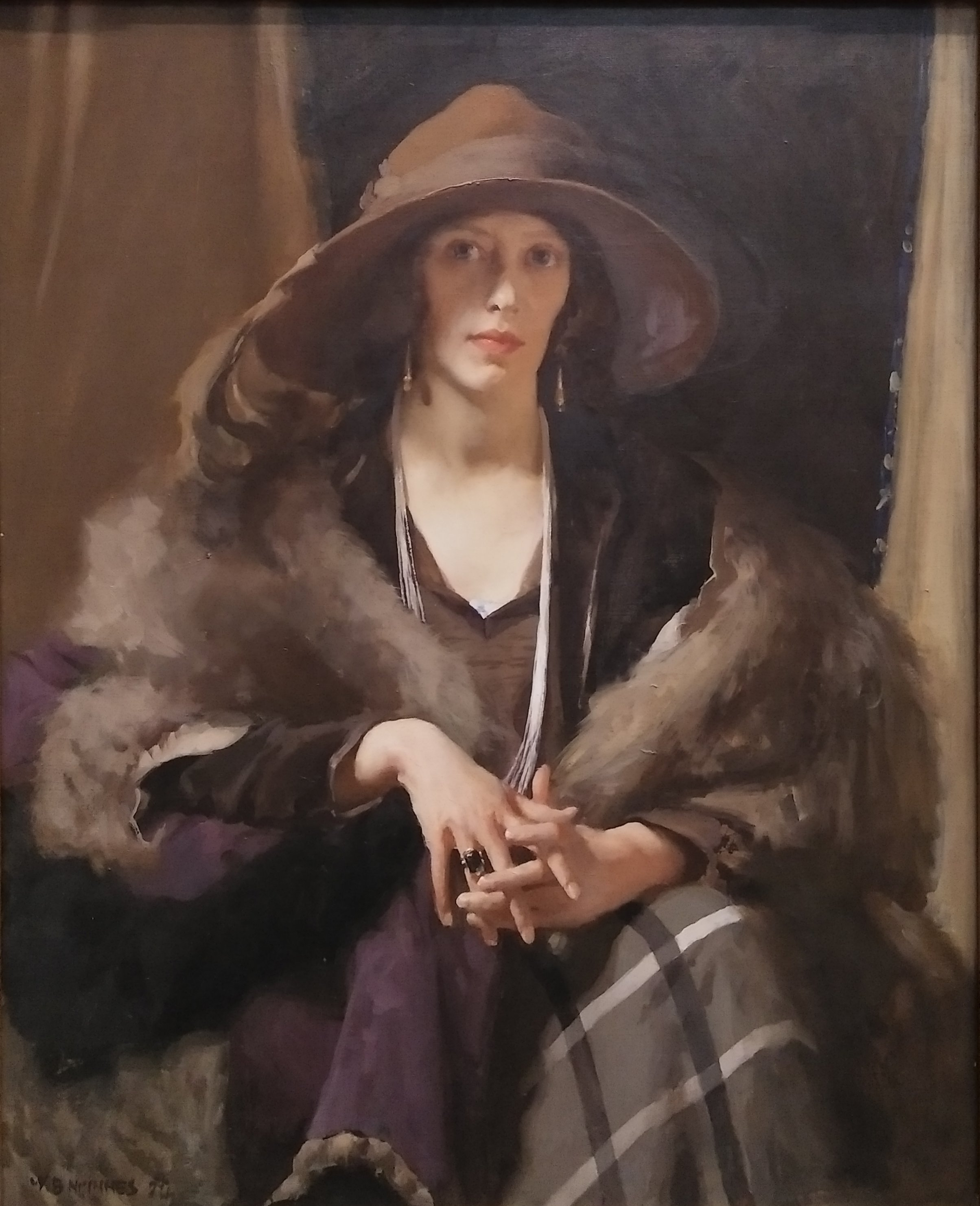
Вільям МакІннес, «Портрет місс Коллінс», 1924
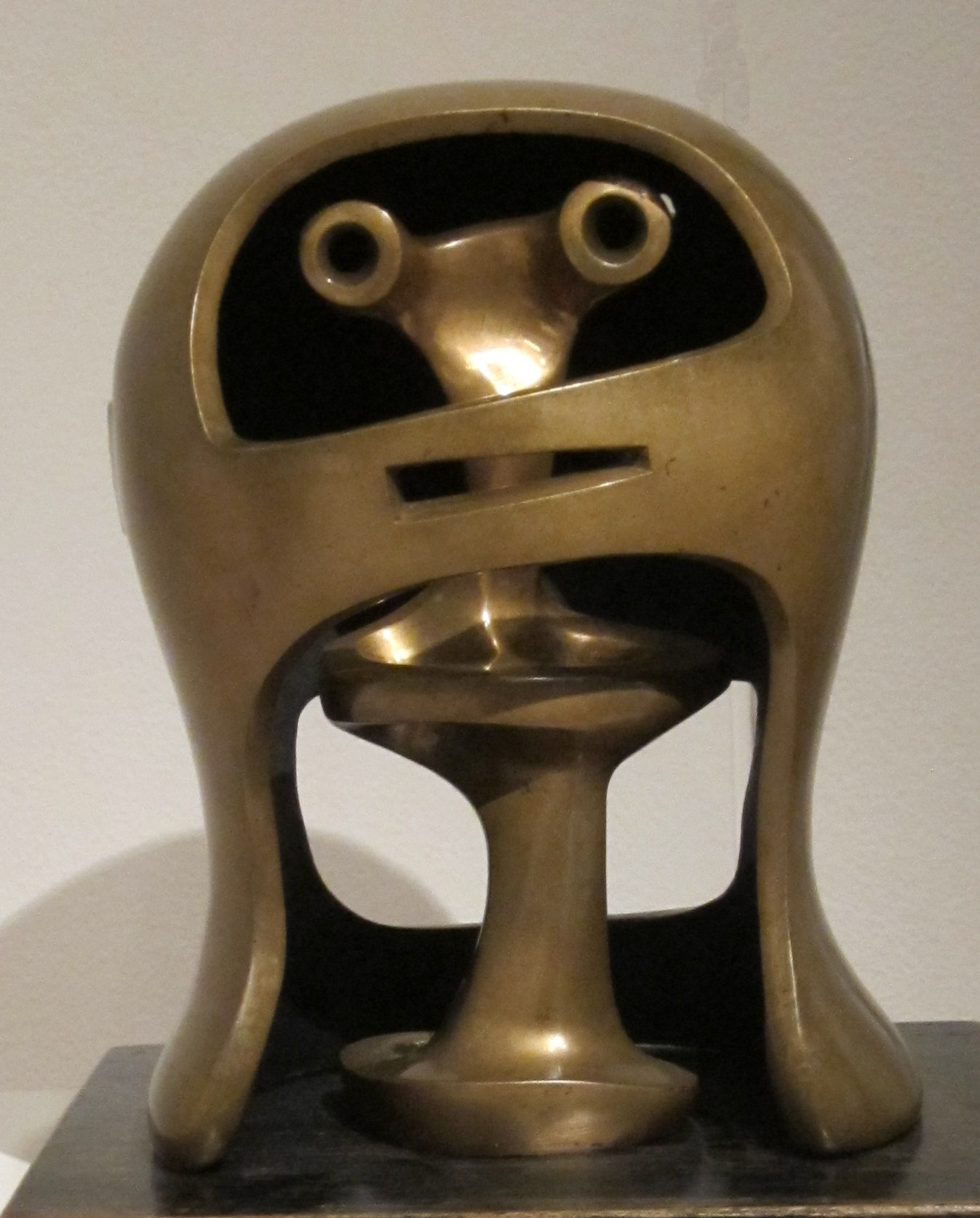
Генрі Спенсер Мур, «Голова у шоломі № 2», 1955
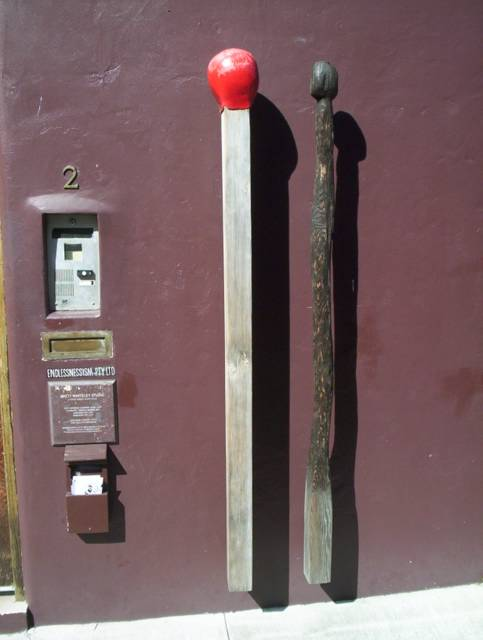
Вхідні двері студії Бретта Уайтлі у Серрі-Хіллз